# Takydromus sexlineatus
Takydromus sexlineatus är en ödla i familjen egentliga ödlor som förekommer i Sydostasien.
Utbredningsområdet sträcker sig från nordöstra Indien, Myanmar och sydöstra Kina över Malackahalvön till Borneo och Java. Arten lever främst i gräsmarker. Den besöker även skogarnas kanter och odlingsmark. Honor lägger ägg.
Några exemplar fångas och hålls som terrariedjur. Hela populationen anses vara stor. IUCN listar arten som livskraftig (LC).